# 해적왕 작스톰
《해적왕 작스톰》(Zak storm)은 한국과 프랑스에서 제작된 필립 귀엔 감독의 2016년 애니메이션이다. 엄상현 등이 주연으로 출연하였다. 2016년 12월 2일 프랑스의 Canal J를 통해 데뷔하였다. 미국에서는 2017년 9월 30일부터 2018년 1월 7일까지 키드클릭을 통해 데뷔하였으며 2017년 10월 14일 디스커버리 패밀리를 통해서도 방영되었다. 2018년 11월 29일 한국의 브라보키즈에서도 방영되었다.

## 출연

### 주연
- 엄상현
- 이주창
- 정선혜
- 최석필

### 조연
- 최낙윤
- 김영선
- 이지현